# NNN夕方ローカルニュース一覧
NNN夕方ローカルニュース一覧（エヌエヌエヌゆうがたローカルニュースいちらん）は、日本テレビ系列のNNN各局で現在放送中の、夕方のニュース番組の一覧である。
放送期間・放送時間は各局の番組項目を参照のこと。また、本項で記す系列局全局共通で、平日17:53 - 18:15は全国ネット（『news every.』の全国ニュース枠）。その後日本テレビ以外は各局ごとにローカルニュースを放送。ただし、各局ごとにローカルワイド番組に内包する形、あるいは独立型とそれぞれ放送形態が異なる。
地方の老舗局を中心に長寿番組化している番組もあり、『RABニュースレーダー』『ニュースプラス1いわて』『YBSワイドニュース』『フォーカス徳島』など30 - 40年以上続いている番組も存在している。特に『RABニュースレーダー』は1970年に日本の民間放送で初めてのローカルワイドニュースとして開始されたが、開始から数年間は現在のような夕方ではなく朝の時間帯に編成されていた。また、『RABニュースレーダー』は2025年の時点で途中中断期間もなく続いているため、NNN系列の報道番組としては最長期間放送されている番組となっている。
なお、過去に各局で放送されていた番組に関しては各局の項を参照されたい。
※各局の番組タイトル、キャスターは次の通り。またインターネットでの動画配信を行っている局は「■」マーク付き。また特集コーナーで放送された項目は一部が日テレNEWS24経由でも全国配信されている。

## 北海道・東北
- STV 札幌テレビ
  - どさんこワイド179■（月 - 金曜 15:48.30 - 19:00、ローカルニュース『STVニュース』は18:15 - 19:00。日ハムナイター中継がある場合はローカルニュースを17時台へ繰り上げ、18:15よりプロ野球中継を放送）
ニュースキャスター：宮永真幸
- RAB 青森放送
  - RABニュースレーダー（月 - 金曜 18:15 - 19:00）
キャスター：菅原厚（月 - 金）、小田安珠（月・火）、橋本莉奈（水 - 金）
天気コーナー担当：橋本莉奈（月・火）、小田安珠（水 - 金）
- TVI テレビ岩手
  - ニュースプラス1いわて（月 - 金曜 18:15 - 18:55・土曜 17:20 - 17:30・日曜 17:25 - 17:30。祝日・年末は16:50 - 17:53枠の「5きげんテレビ」を休止して「news.every」の第2部と18:15からの関東ローカル部を臨時ネットし、ローカルニュースを18:41 - 18:55に短縮する場合あり）
キャスター：蔦京平（月 - 木曜）、吉岡伸剛（金曜）、古舘友華（月 - 水）、江口アミ（木・金）。土日はシフト制
フィールドキャスター:渡辺裕介
- MMT ミヤギテレビ
  - OH!バンデス（月 - 金曜 15:50 - 19:00、ローカルニュース『ミヤギnews every.』は18:15 - 19:00。楽天ナイター中継がある場合はローカルニュースを17時台へ繰り上げ、18:15よりプロ野球中継を放送）
ニュースキャスター：柳瀬洋平、安斎摩紀（月・火）、白壁里沙子（水 - 金）
- ABS 秋田放送
  - ABS news every.（月 - 金曜 18:15 - 19:00）
キャスター：田村修（月 - 金）、林さくら（月・火）、鴨下望美（水 - 金）
天気キャスター：太田絵梨花
スポーツキャスター：廣田裕司
- YBC 山形放送
  - YBC news every.（月 - 金曜 18:15 - 19:00）
キャスター：小坂憲央、山川麻衣子
- FCT 福島中央テレビ
  - ゴジてれ Chu !■（月 - 金曜 15:50 - 19:00、ローカルニュース『ゴジてれ Chu!news』は18:15 - 19:00）
ニュースキャスター：野尻英恵、石井佑弥

## 中部
- TeNY テレビ新潟
  - 夕方ワイド新潟一番■（月 - 金曜 15:48.30 - 19:00、ローカルニュースは18:15 - 18:57頃）
ニュースキャスター：内田拓志・斎藤久美子（月 - 木曜）、内田拓志・大谷萌恵（金曜）
- TSB テレビ信州
  - news every. (テレビ信州) ■（月 - 金曜 17:53 - 19:00、ローカルニュースは18:15 - 19:00）
キャスター：宮里伸哉、鈴木恵理香、菅野直道、齋藤沙弥香
- YBS 山梨放送
  - YBSワイドニュース■（月曜 18:15 - 18:57、火 - 金曜 18:15 - 19:00）
キャスター：吉岡秀樹（YBS報道部長）・荒木美穂（YBS報道部記者）
フィールドキャスター・スポーツキャスター：服部廉太郎
  - 山梨スピリッツ■（日曜 17:00 - 17:30）
キャスター:村上幸政・小松千絵
- SDT 静岡第一テレビ
  - every.しずおか■（月 - 金曜 15:48.30 - 18:15、ローカルニュースは16:25頃 - 16:50、17:20頃 - 17:53）
  - every.しずおかSUNDAY（日曜 16:30 - 17:00）
キャスター：徳増ないる、永見佳織、松原大祐、伊藤薫平
- KNB 北日本放送
  - いっちゃん☆KNB■（月 - 金曜 15:48.30 - 18:55、ローカルニュース『KNB news every.』は、18:15 - 18:55）
キャスター：上野透、武道優美子、網谷辰海、佐伯翔太、数家直樹
- KTK テレビ金沢
  - となりのテレ金ちゃん■（月 - 木曜 15:53 - 19:00、ローカルニュースは18:15 - 19:00、金曜日は『花のテレ金ちゃん』）
キャスター：市川栞（月 - 木曜）・金山哲平（金曜）
- FBC 福井放送
  - おじゃまっテレ ワイド&ニュース（月 - 金曜 15:50 - 19:00、ローカルニュースは18:15 - 18:36、金曜日は『おじゃまっテレ ワイド&ニュース FRIDAY』）
キャスター：伊藤裕樹（月 - 木曜）、松田佳恵（月・火曜）、山田恵梨子（水・木曜）、山﨑航（金曜）
- CTV 中京テレビ
  - キャッチ! ■（月 - 金曜 15:48.30 - 19:00。ローカルニュースは15:48.30 - 16:45と18:15 - 19:00）
メインキャスター：恩田千佐子（月 - 木曜）、上山元気（金曜）
キャスター：上山元気、田村浩平、佐野祐子、望月杏夏
気象予報士（気象キャスター）：石橋武宜

## 近畿
- ytv 読売テレビ
  - かんさい情報ネットten.■（月 - 木曜 16:45 - 19:00、金曜 15:50 - 19:00、ローカルニュースは月 - 木曜 15:57頃 - 16:03頃、16:30頃 - 16:33頃、16:45 - 17:53と18:15 - 19:00、金曜 15:50 - 17:53と18:15 - 19:00。阪神ナイター中継がある場合はローカルニュースを17時台へ繰り上げ、18:15よりプロ野球中継を放送）
キャスター：黒木千晶（月・木曜）、中谷しのぶ（火・水・金曜）、天気キャスター：蓬莱大介 ほか

## 中国・四国
- NKT 日本海テレビ
  - One■（月 - 金曜 15:48.30 - 19:00。ローカルニュースは15:48.30 - 15:50、15:57頃 - 16:03頃、16:20頃 - 16:45と18:15 - 19:00。祝日、年末年始、ゴールデンウイーク、お盆期間の場合は15:48.30 - 15:50と18:15 - 19:00となり、キャスターも変更、気象予報士（天気キャスター）は出演しない）
キャスター：中山紗希（月 - 水曜）、神岡遼（木・金曜）
ニュースキャスター：福谷貞夫（月 - 水曜）、小林沙貴（木・金曜）
気象予報士（天気キャスター）：町田朱理（オフィス気象キャスター気象予報士・防災士）
- HTV 広島テレビ
  - テレビ派■（月 - 金曜 15:48.30 - 18:55 ローカルニュースは18:15 - 18:55。カープナイター中継がある場合はローカルニュースを17時台へ繰り上げ、18:15よりプロ野球中継を放送）
キャスター：馬場のぶえ、森拓磨（月 - 木曜）、木村和美（金曜）
ニュースキャスター：宮脇靖知
- KRY 山口放送
  - kry news every.■（月 - 金曜 15:48.30 - 19:00。ローカルニュースは18:15 - 19:00）
キャスター：高橋良、上田奈央（月 - 木曜）、國本泰功、河野康子（金曜）
天気キャスター：山本昇治（KRY気象予報士）
- JRT 四国放送
  - フォーカス徳島（月 - 木曜 18:15 - 18:55、金曜 18:15 - 18:51）
キャスター：小玉晋平、物部純子
- RNC 西日本放送
  - RNC news every.（月 - 木曜 15:50 - 19:00、金曜 16:45 - 19:00、ローカルニュースは 18:15 - 19:00）
ニュースキャスター：池田大樹、松田愛里（月曜 - 水曜）、中條加菜（木曜・金曜）
  - RNC JUST NEWS（日曜 17:25 - 17:30）
キャスターはシフト制
- RNB 南海放送
  - News Ch.4（月 - 金曜 15:50 - 19:00。ローカルニュースは18:15 - 19:00）
キャスター：松岡宏忠（月 - 木曜）、白石紘一（金曜）、青木美奈実  スポーツキャスター：古谷崇洋 天気キャスター：水口佳美
- RKC 高知放送
  - こうちeye（月 - 金曜 15:48.30 - 16:45、18:15 - 18:55。ローカルニュースは18:15 - 18:55）
キャスター：高橋生・高橋龍介（月 - 水曜1部）、河内真・井手上恵（月 - 水曜2部）、有吉都、（木・金曜1・2部）・井出一崇（木曜2部）、揚田葵衣（金曜2部）

## 九州
- FBS 福岡放送
  - めんたいワイド■（月 - 金曜  15:48 - 19:00。ローカルニュース部は15:48 - 17:53と18:15 - 19:00。ホークスナイター中継がある場合はローカルニュースを17時台へ繰り上げ、18:15よりプロ野球中継を放送）
キャスター：松井礼明、若林麻衣子
- NIB 長崎国際テレビ
  - NIB news every.（月 - 金曜 18:15 - 19:00）
キャスター：佐藤肖嗣、桒畑笑莉奈、甲斐菜々子
- KKT くまもと県民テレビ
  - news every.くまもと■ （月 - 金曜 18:15 - 19:00）
キャスター：緒方太郎、平井友莉、畑中香保里
- KYT 鹿児島読売テレビ
  - KYT news every.（月 - 金曜 18:15 - 19:00）
キャスター：内田直之、園田貴央

## 過去に放送
- STV 札幌テレビ

STVニュース - STVニュースToday - STVニュースTodayプラス1
- RAB 青森放送

東奥日報ニュース
- TVI テレビ岩手

テレビ岩手ニュース - ジャストニュース岩手 - テレビ岩手ニュースワイド - テレビ岩手ニュースToday - テレビ岩手ニュースアイ
- MMT ミヤギテレビ

MTBニュース - MM34ニュース - ミヤギテレビニュース - みやぎToday - MMTニュースプラス1 - ミヤギテレビニュースプラス1 - ニュースプラス1みやぎ - Newsリアルタイムミヤギ
- ABS 秋田放送

さきがけニュース - ワイドレーダーあきた - ABSニュースワイド - NNNニュースプラス1あきた - Newsリアルタイムあきた
- YBC 山形放送

山形新聞ニュース - YBC6時です - YBCワイド60 - YBCニュースToday - YBC6:00きょうのニュース - YBCライブオンネットワーク - YBCきょうのニュース - YBCきょうのニュース・プラス1 - YBCニュースプラス1 - YBC Newsリアルタイム
- FCT 福島中央テレビ

FCTワイドニュース - FCTニュース - ふくしまToday - NNNふくしまToday - ニュースプラス1ふくしま - FCTニュースプラス1 - ゴジてれシャトル
- NTV 日本テレビ

（※）…全国ニュース内にローカルパートを設けて放送していた。
NTVニュース - 6時です!4チャンネル - NTVニュース - NNNライブオンネットワーク（※） - NNNニュースプラス1（※） - NNN Newsリアルタイム(※)
- TeNY テレビ新潟

TNNニュース - TNNきょうの新潟 - にいがたNOW - TeNYニュースプラス1
- TSB テレビ信州

ニュースプラス1信州 - TSBニュースプラス1 - TSB Newsリアルタイム - TSB NEWS 報道ゲンバ - 報道ゲンバ Face
- YBS 山梨放送

山日YBSニュース - YBSテレビ夕刊
- SDT 静岡第一テレビ

第一テレビニュース - Today静岡 - Todayしずおか - NNNしずおかプラス1 - News Waveプラス1 NNN - ニュースプラス1しずおか - NewsリアルタイムSHIZUOKA - ○ごとワイド
- KNB 北日本放送

KNBニュース - チャンネル1 - KNBニュースプラス1 - KNB Newsリアルタイム
- KTK テレビ金沢

テレビ金沢ニュースプラス1 - 2時間ワイドじゃんけんぽん - びービーみつばち - テレビ金沢Newsリアルタイム
- FBC 福井放送

FBCニュース - TODAYふくい - 情報フロント530 - FBCニュースプラス1 - FBCニュースプラス1サタデー・サンデー - 夕方いちばんプラス1 - Newsリアルタイムふくい - FBC Newsリアルタイムサタデー - イケてる福井 ワイド&ニュース（金曜のみ）
- CTV 中京テレビ

中京テレビニュース - 6時のNEWS - 中京TODAY - 中京テレビニュースプラス1 - 中京テレビNewsリアルタイム - news every.
- ytv 読売テレビ

よみうりニュース - テレトーク10 - きんきTODAY - ニュースワイド TODAY - 大阪発プラス1 - ニューススクランブル
- NKT 日本海テレビ

NKTニュース - ワイドニュース日本海 - ニュース日本海プラス1 - Newsリアルタイム日本海 - ニュースevery日本海
- HTV 広島テレビ

広島テレビニュース - 広島テレビニュースアイ - ひろしまTODAY60 - NNNひろしまTODAY - NNNニュースプラス1ひろしま - テレビ宣言 - 広島テレビニュースプラス1
- KRY 山口放送

KRYニュース - KRY テレビ夕刊 - プラス1やまぐち - Newsリアルタイムやまぐち - スクープアップやまぐち - KRYニュースライブ
- JRT 四国放送

徳島新聞ニュース - 徳島新聞テレビ夕刊
- RNC 西日本放送

RNCニュース - RNC6:00 - RNCニュースプラス1 - RNCワイド90プラス1 - RNCワイドニュースプラス1 - RNC Newsリアルタイム
- RNB 南海放送

南海放送ニュース - なんかいワイドニュースtoday - なんかいNEWS5-30 - なんかいNEWS5-30プラス1 - 特急!なんかいNEWSプラス1 - おかえりテレビ - Newsリアルタイムえひめ
- RKC 高知放送

RKCニュース - テレビレポートRKC6時です - こうちToday - NNNこうちToday - NNNニュースプラス1こうち - こうちNOW - こうちNOW friday（金曜のみ）
- FBS 福岡放送

FBSニュース - FBSニュースリポート - FBS EVENING NEWS - FBSきょうのニュース - FBSニュースプラス1 - MENTAI NEWS FUKUOKA - NEWS5ちゃん - めんたいPlus
- NIB 長崎国際テレビ

ニュースプラス1ながさき - NIB日曜夕刊 - NEWSリアルタイムNAGASAKI
- KKT 熊本県民テレビ

KKTニュース - くまもとNOW - NNNくまもとNOW - ニュースプラス1くまもと - KKTニュースプラス1 - Newsリアルタイムくまもと - てれビタ
- KTS 鹿児島テレビ（1985年3月31日までNNN、同年4月よりFNNにネットチェンジ）

KTSテレビ夕刊
- KYT 鹿児島読売テレビ

KYTニュースプラス1 - KYT Newsリアルタイム - かごピタ（金曜のみ）

## 他系列
- JNN夕方ローカルニュース一覧
- FNN夕方ローカルニュース一覧
- ANN夕方ローカルニュース一覧
- TXN夕方ローカルニュース一覧